# Der Rest
Der Rest ist eine Avantgarde-Rockband, die ihre Basis in Hamburg hat. Ihre Musik zeigt Einflüsse aus verschiedenen Genres, u. a. Post-Punk, Avantgarde-Rock und Depro-Punk.

## Geschichte

### Gründungsjahre
Der Rest wurde 1999 in Los Angeles von dem Filmemacher und Produzenten Philipp Taraz, dem Schlagzeuger Markus Brox sowie dem Grafikkünstler und Komponisten Chaz Wallace gegründet. Nach verschiedenen Umbesetzungen besteht die Band seit 2014 aus dem Songschreiber, Leadsänger und Gitarristen Philipp Taraz, der Bassistin Jeannine Max und dem Schlagzeuger Emanuel Bisping.
Im Jahr 2009 wurde die 4-Song-EP Der Rest im Eigenvertrieb und -verlag veröffentlicht. Zu dieser Zeit war das Konzept der Band überwiegend auf akustische Arrangements ausgelegt.

### Der Tisch ist gedeckt
Das Debüt-Album Der Tisch ist gedeckt wurde 2010 eingespielt und Anfang 2011 veröffentlicht. Im Zuge dieser Albumveröffentlichung folgten zahlreiche Konzerte in ganz Deutschland. Im Rundfunk und in der Musikfachpresse wurde das Album positiv aufgenommen.

### Willkommen im Café Elend
Ab Ende April 2011 ging die Band erneut auf Deutschland-Tour, bei der bereits das in Arbeit befindliche zweite Album Willkommen im Café Elend live vorgestellt wurde. In dieser Zeit wurde auch der Live-Sound maßgeblich geändert, als Philipp Taraz von der akustischen Gitarre auf der Bühne zu einer elektrischen wechselte. Seitdem hat die Musik stark an Brachialität gewonnen. Willkommen im Café Elend wurde im Dezember 2012 veröffentlicht und wiederum sehr positiv in der Presse aufgenommen.

### 10 Lieder für Freunde
Das dritte Album, das den Titel 10 Lieder für Freunde trägt, erschien im Juni 2014 bei Soulfood. 10 Lieder für Freunde löste eine Welle an positiven Reaktionen aus. Thomas Pilgrim schrieb im Sonic Seducer „… und so ist es weiterhin an Der Rest, unbequeme Wahrheiten und schmerzliche Ego-Kapitulationen solange mit desolatem Punkrock Vibe und gespenstischer Songwriter-Verzweiflung zu bekämpfen, bis die Seele nicht mehr brennt – zumindest nicht mehr im negativen Sinne“. Das Album ist im Rahmen einer ausgedehnten Deutschland-Tournee vorgestellt worden.

## Diskografie
- 2009: Der Rest (EP, Eigenvertrieb)
- 2011: Der Tisch ist gedeckt (Album, Label: Morgana Films, Vertrieb: Alive)
- 2012: Willkommen im Café Elend (Album, Label: Morgana Films / Motor Entertainment, Vertrieb: Rough Trade)
- 2014: 10 Lieder für Freunde (Album, Label: Artist Station, Vertrieb: Soulfood)
- 2016: Therapie für alle (Album, Label: Artist Station, Vertrieb: Soulfood)